# Luperodes alboplagiatus
Luperodes alboplagiatus es una especie de insecto coleóptero de la familia Chrysomelidae.
Fue descrita científicamente en 1858 por Victor Motschulsky.